# Vlingo
Vlingo — виртуальный ассистент, выполняющий функции помощника пользователя Symbian, Android, IPhone, BlackBerry и других смартфонов. Интерфейс Vlingo позволяет на естественном языке получать ответы на вопросы, рекомендации, а также направляет запросы пользователя в различные приложения.
После нескольких лет патентной войны Vlingo в декабре 2011 года была приобретена американской компанией Nuance Communications, условия сделки не разглашались.
Vlingo по умолчанию устанавливается в Samsung Galaxy S II.

## Утечки персональных данных пользователей
В январе 2012 года компанией AndroidPIT было выявлено, что Vlingo периодически передаёт пакеты информации, содержащие GPS-координаты пользователей, IMEI (уникальный идентификатор устройства), контакт-лист и другие данные, находящиеся на гаджете, в компанию Nuance Communications без надлежащего уведомления пользователей. Пользователи Vlingo также обнаружили программу, отправляющую данные из гаджетов на серверы в доменной зоне dhs.gov (то есть принадлежащей правительству США).